# Calabacilla (localidad)
Calabacilla o Calabacillas es una localidad argentina ubicada en el distrito Yeruá del departamento Concordia en la provincia de Entre Ríos. Se halla a 5 km de la Ruta Nacional 14 y a 6 km del río Uruguay. Administrativamente depende del municipio de Estancia Grande, del cual es un barrio. Se formó a partir de la estación Calabacilla del actualmente desactivado ramal ferroviario Concordia - Concepción del Uruguay del Ferrocarril General Urquiza, que fuera instalada a comienzos del siglo XX. La principal actividad económica es la citricultura, pero también hay aserraderos.
Cuenta con una escuela.

## Deportes
En la localidad se encuentra el Club Atlético San Martin de Calabacilla, fundado en 1946. Integra la Liga Concordiense de Fútbol)